# Isogonoceraia venusta
Isogonoceraia venusta är en insektsart som beskrevs av Leonard D. Tuthill 1964. Isogonoceraia venusta ingår i släktet Isogonoceraia och familjen rundbladloppor. Inga underarter finns listade i Catalogue of Life.